# Bolszoj Biejsug
Bolszoj Biejsug (ros. Большой Бейсуг) – wieś w Rosji, w Kraju Krasnodarskim, w rejonie briuchowieckim. W 2010 liczyła 1580 mieszkańców.